# 아주동
아주동(鵝州洞)은 경상남도 거제시의 행정동이다. 면적은 12.4 km2이며, 인구는 2015년 12월 말 주민등록 기준으로 2만5929 명, 9,716 가구이다.

## 개요
아주동에는 연간 210만톤의 건조능력을 갖춘 한화오션이 위치하며, 국도 제14호선 우회도로 공사, 도시개발사업 등 지역발전이 가속화되고 있다.

## 역사
아주(鵝州)라는 이름은 용소(龍沼)의 늪에 거위(鵝)가 많이 서식하였다 해서 지은 이름이다. 신라 시대에는 청주(菁州)에 속하여 이름을 거로현(居老縣)이라 하였으며, 소성왕 원년(799년) 이곳을 서라벌의 국학(國學)에서 공부하는 학생들을 위한 녹읍(祿邑)으로 지정하였다. 
1432년 세종 14년 거제현을 사등성에서 고현성으로 옮기고 관하에 7면을 두었는데 이운면(二運面)이라 개칭하고 권농관(勸農官)이 집정하였다. 1769년 영조 45년 방리 개펀으로 아주방(鵝洲坊)이라 하였는데 1889년 고종 26년 상아(上鵝)와 하아리(下鵝里)로 나뉘었다.
일제강점기인 1915년 6월 1일 아주리(鵝洲里)로 되었으며, 1942년 5월 1일 부락구제로 장기(場基), 탑곡(塔谷), 내곡(內谷), 용소(龍沼)의 4구를 두었다.
전후인 1969년 5월 15일 예부터 내려오던 고유지명으로 바꾸었는데, 1989년 1월 1일 장승포시가 설치됨에 따라 아양리(鵝陽里)와 아주리 지역을 관할로 아주동이 설치되었다.

## 법정동
- 아양동
- 아주동

## 관광
- 봉수대
- 옥녀봉
- 아양동 3층석탑
- 옥포정

## 기업체
- 한화오션

## 교육
- 아주초등학교
- 대우초등학교
- 내곡초등학교
- 거제용소초등학교
- 거제중학교
- 거제고등학교

## 주거
| 단지명                     | 건설사           | 시행사                    | 주소                   | 입주        | 비고 |
| -------------------------- | ---------------- | ------------------------- | ---------------------- | ----------- | ---- |
| 거제아주 e편한세상 1단지   | ㈜삼호           | ㈜대한토지신탁            | 아주2로 138 (아주동)   | 2014년 9월  |      |
| 거제아주 e편한세상 2단지   | ㈜삼호           | ㈜대한토지신탁            | 아주2로 137 (아주동)   | 2014년 9월  |      |
| 거제 덕산아내 프리미엄 1차 | ㈜덕산토건       | 덕산주택㈜ ㈜덕산종합건설 | 아주로 100-10 (아주동) | 2012년 12월 |      |
| 거제 덕산아내 프리미엄 2차 | ㈜덕산토건       | 덕산주택㈜ ㈜덕산종합건설 | 아주로 100-11 (아주동) | 2013년 11월 |      |
| 거제 덕산아내 프리미엄 3차 | ㈜덕산토건       | 덕산주택㈜ ㈜덕산종합건설 | 아주로 116-7 (아주동)  | 2013년 11월 |      |
| 거제 마린 푸르지오 1단지   | 대우건설         | ㈜한미개발                |                        | 2015년 2월  |      |
| 거제 마린 푸르지오 2단지   | 대우건설         | 더반피엠씨㈜              |                        | 2015년 2월  |      |
| 석호해와루                 | ㈜주석종합건설   | 석호건설㈜                | 아주로 73 (아주동)     | 2005년 12월 |      |
| 대동 다숲 1단지            | (주)대동종합건설 |                           | 아주2로4길 10(아주동)  |             |      |
| 대동 다숲 2단지            | (주)대동종합건설 |                           | 아주2로2길 13(아주동)  |             |      |
| 거제아주코오롱하늘채       | (주)코오롱글로벌 |                           | 아주2로2길 10(아주동)  |             |      |
| 미진이지비아               | (주)미진건설     |                           | 아주로 63(아주동)      |             |      |
| 거제아주현진에버빌         | (주)현진         |                           | 용소1길 85(아주동)     |             |      |